# Café de la Paix (La Rochelle)
Pour les articles homonymes, voir Café de la Paix.
Le café de la Paix est un café de La Rochelle (France), créé en 1793 sous le nom de café militaire, et qui existe sous sa dénomination actuelle depuis 1900.
La salle avec son décor est classée monument historique depuis un arrêté du 17 avril 1984 et la salle de cinéma Olympia qui lui était associée et la façade du café sont inscrits par arrêté du 7 mars 2022.

## Historique

### L’hôpital Saint-Étienne
Une épidémie, qui suivit le rigoureux hiver de 1709, ayant révélé l'insuffisance des hôpitaux de la ville, Anne Forestier recueille plusieurs femmes, les soigne et les entretient à ses frais. Informé de son charitable dévouement, l'évêque Étienne de Champflour, lui propose de se charger de celles que ne peut plus recevoir l'hôpital général, en s'engageant à verser entre ses mains le produit des nombreuses quêtes faites à La Rochelle en faveur des malheureuses. Elle accepte cette charge, rejoint bientôt par les dames de la ville venues l’assister. Elle œuvre avec tant d'énergie et de dévouement qu'on lui enjoint de continuer son œuvre. Dès lors elle voue sa vie entière au soulagement des pauvres femmes malades. Elle achète à ses dépens une vaste maison devant la place (dans une grande maison qui existait déjà en 1651), et y fait faire une grande salle pour les malades, puis une chapelle, sous l'invocation de saint Étienne. Entrainé par tant de charité plusieurs demoiselles s'associent en y consacrant une partie de leur fortune. On les surnomme les Forestières. Bientôt, on leur confie l'éducation de quelques demoiselles orphelines ou malheureuses et on les charge de la direction des écoles chrétiennes (création souhaité par Monsieur l'évêque Étienne de Champflour) pour la section fille. En 1712, les bâtiments sont reconstruits sur les conseils des pères de l'Oratoire, par l'entrepreneur Janno, sur des plans de Claude Masse. Au mois de juin 1723, des lettres patentes viennent consacrer le pieux établissement sous le titre 
« Hôpital pour les pauvres femmes et filles malades, l'éducation des jeunes filles de famille, et l'instruction gratuite des pauvres filles de La Rochelle. »
Mademoiselle Forestier meurt le 28 mars 1740. En 1794, pendant la révolution, les bâtiments sont attribués à l'hôpital général Saint-Louis qui les vend par la suite. Plus tard la chapelle devient une salle de spectacle appelée théâtre des Variétés, et le reste devient le café.

### Café militaire puis Café de la Paix
Au début du XIXe siècle, une partie est transformée en Café militaire, l'autre en théâtre des Variétés. En 1852, les maisons voisines sont achetées et le café est reconstruit pour devenir le Café de la Paix. Dans la 1re moitié du XXe siècle, le théâtre devient une salle de cinéma, l'actuel Olympia (CGR).
Le café est réaménagé vers 1900 par M. Carache, pour devenir le Café de la Paix. La salle du café, avec son décor Belle Époque intact, a été restaurée en 1931 par le peintre A. Terral.

## Décor

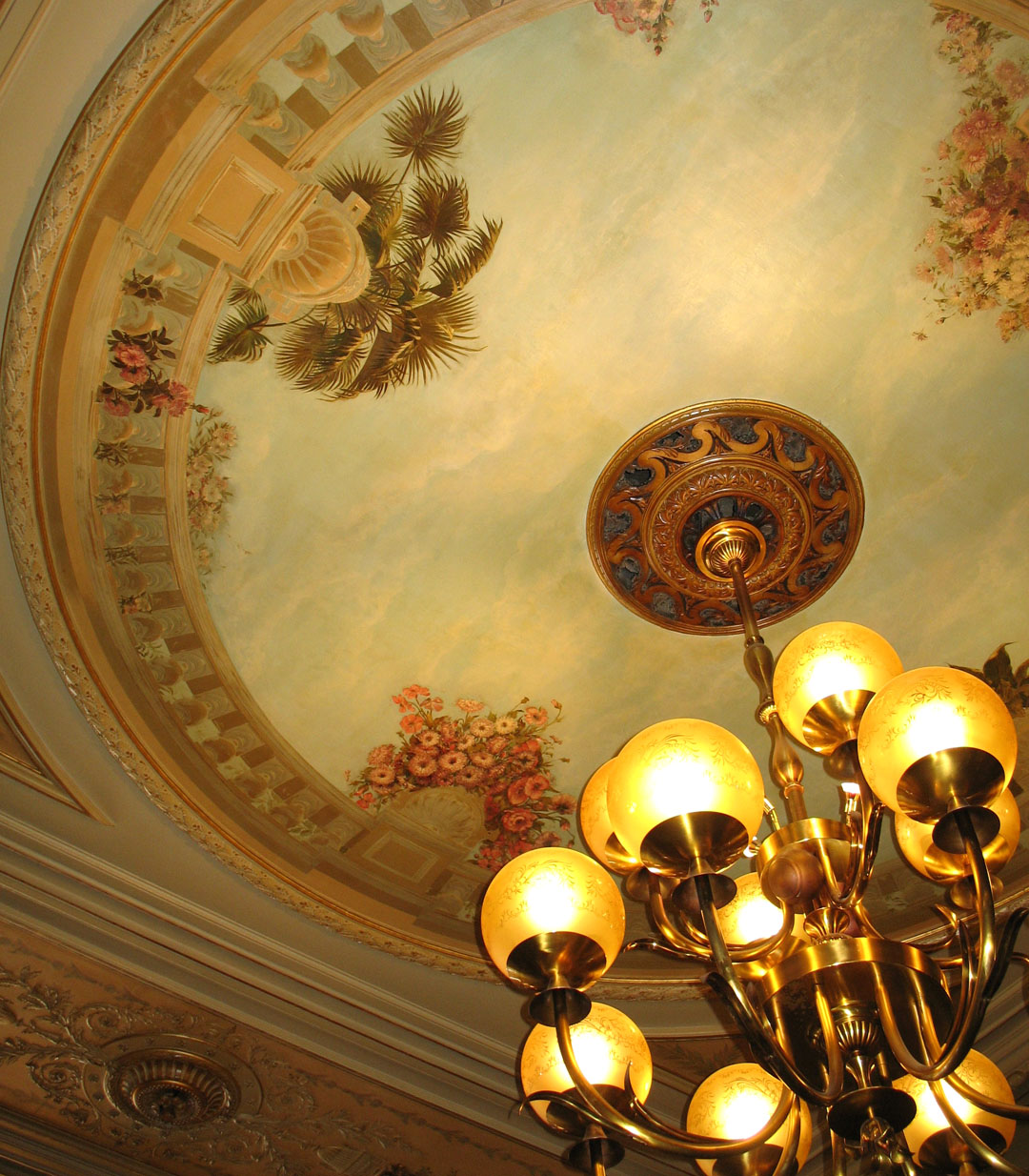
le plafond

La décoration, qui comprend des boiseries de style Empire, des moulures et des peintures florales aux plafonds, des lustres ciselés, de grands miroirs muraux, date du début du XXe siècle.

## Galerie

Vues du café
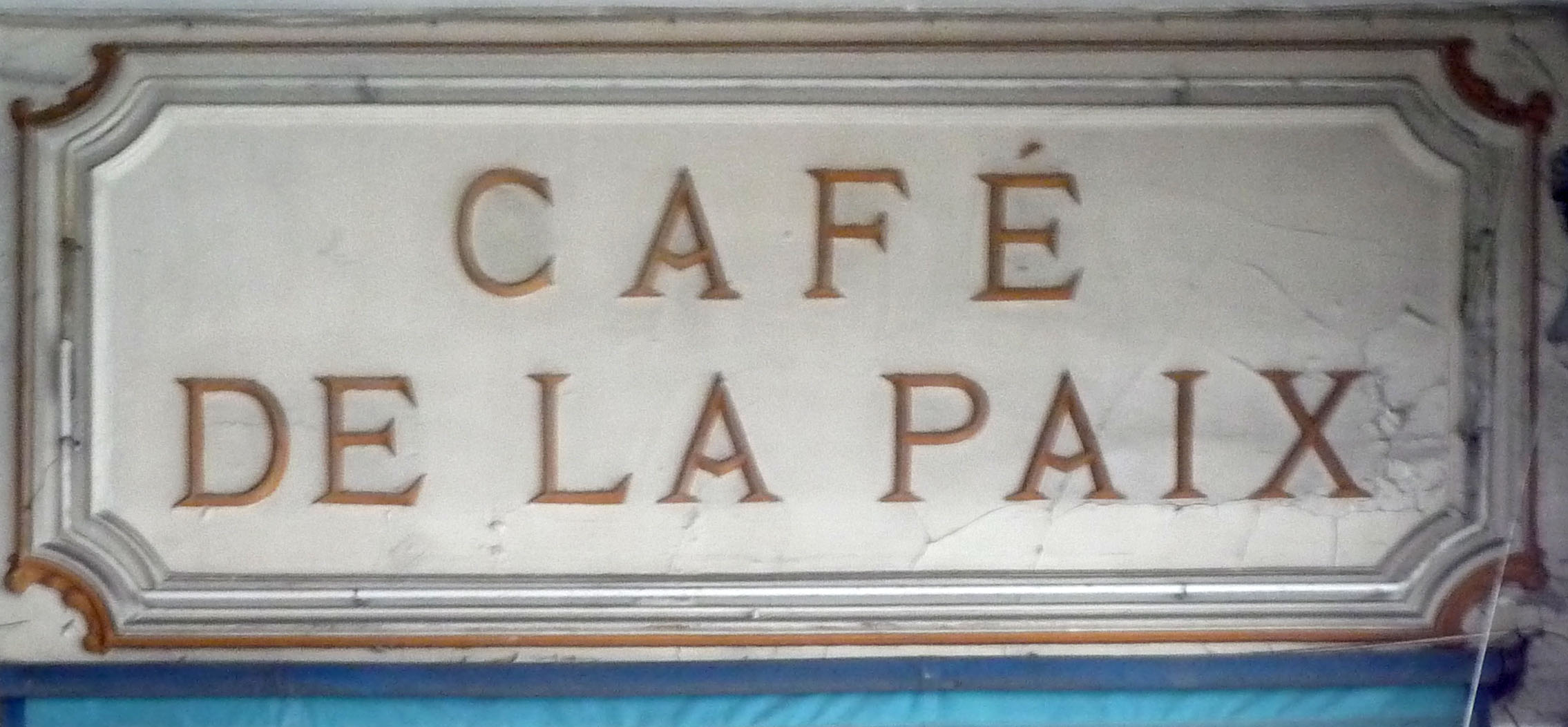
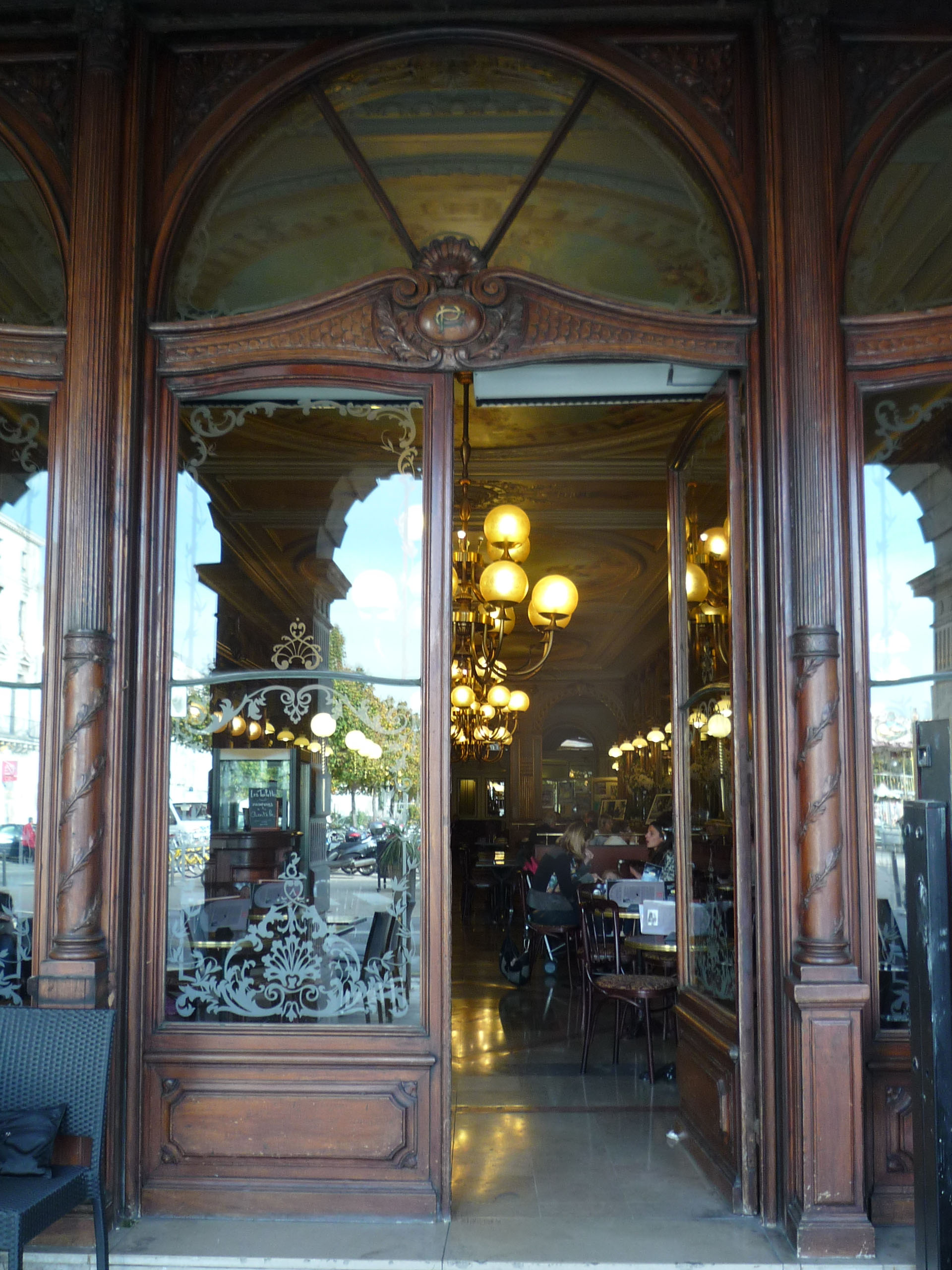
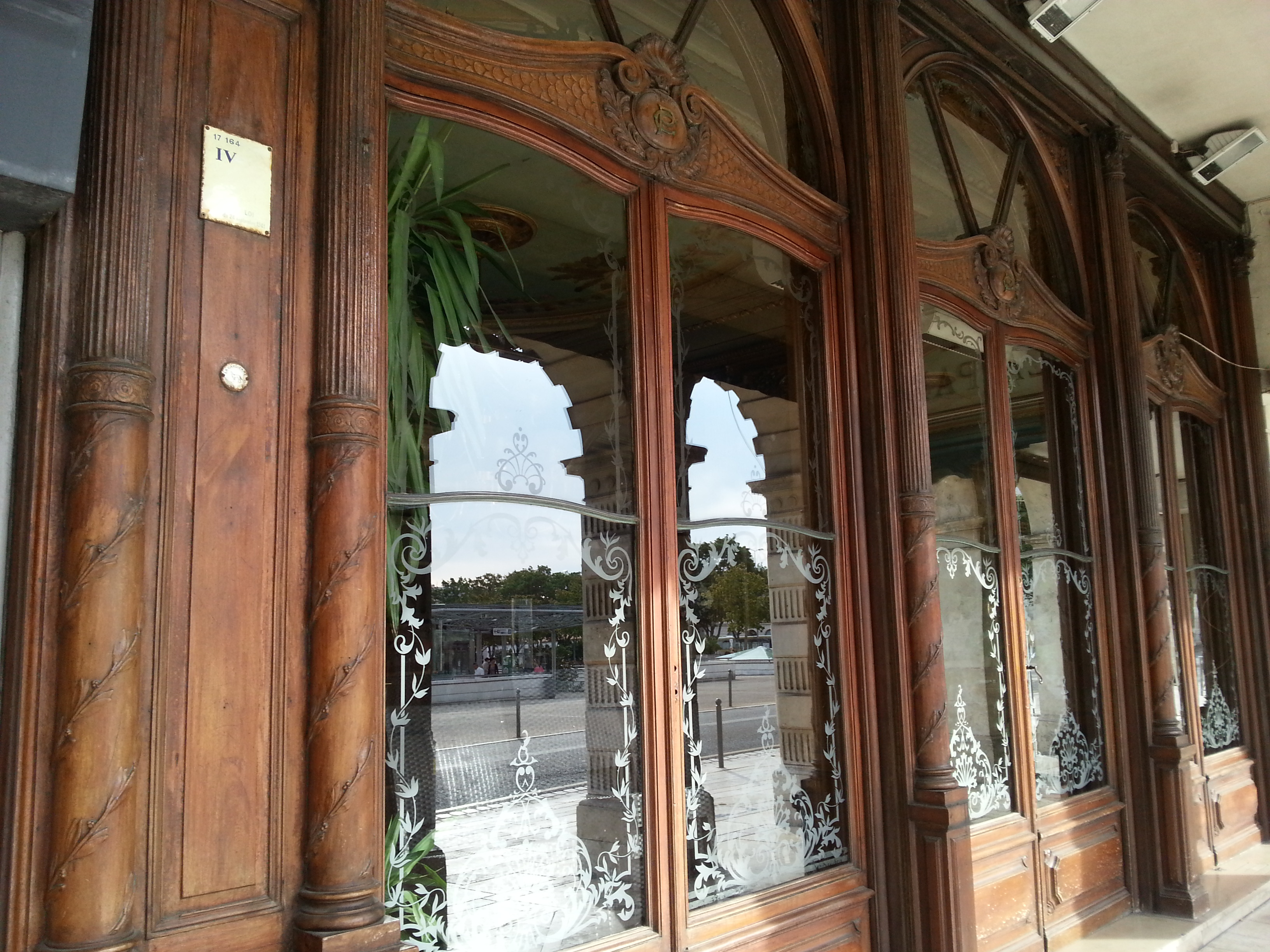
Vue de la devanture.
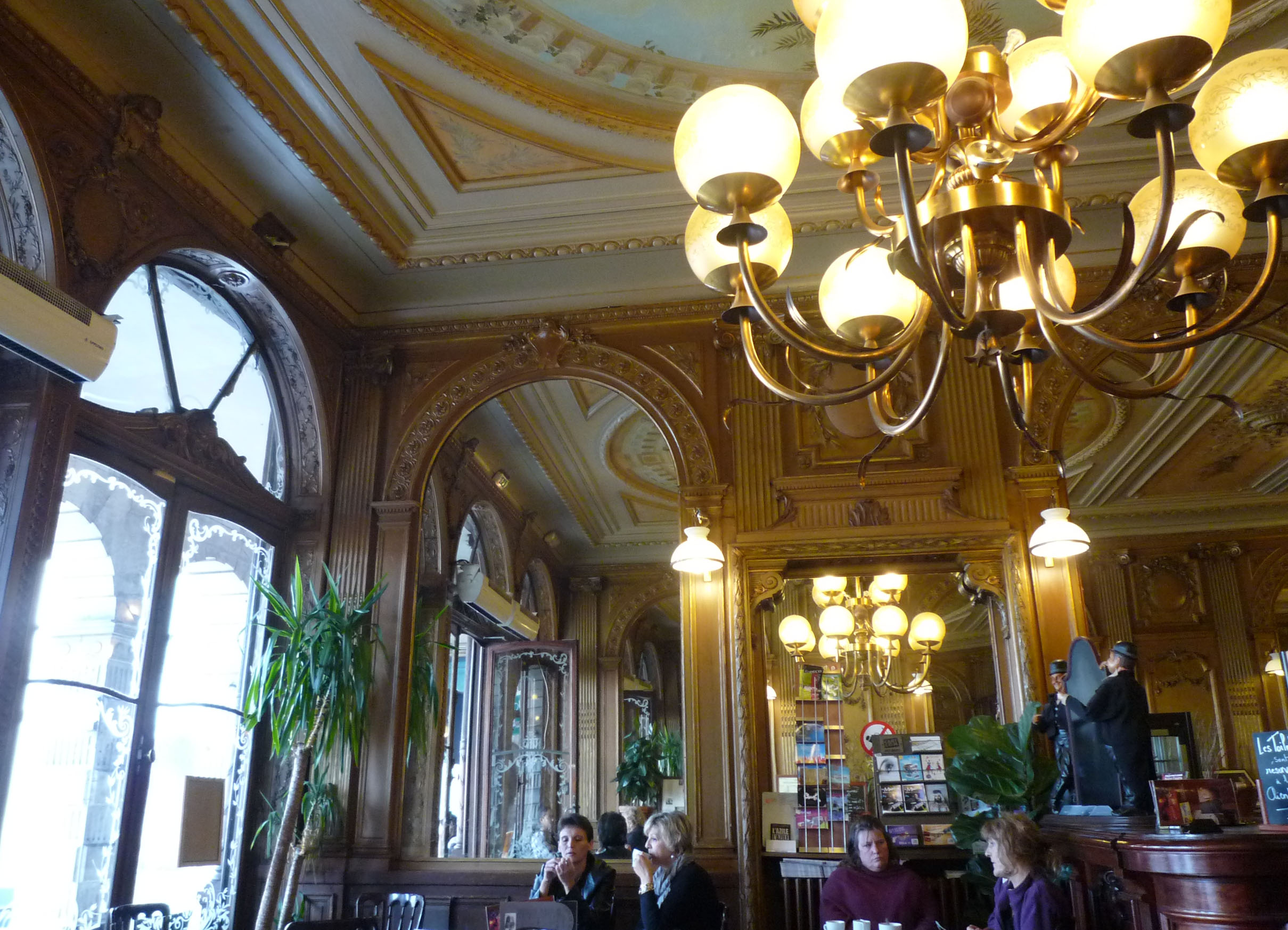
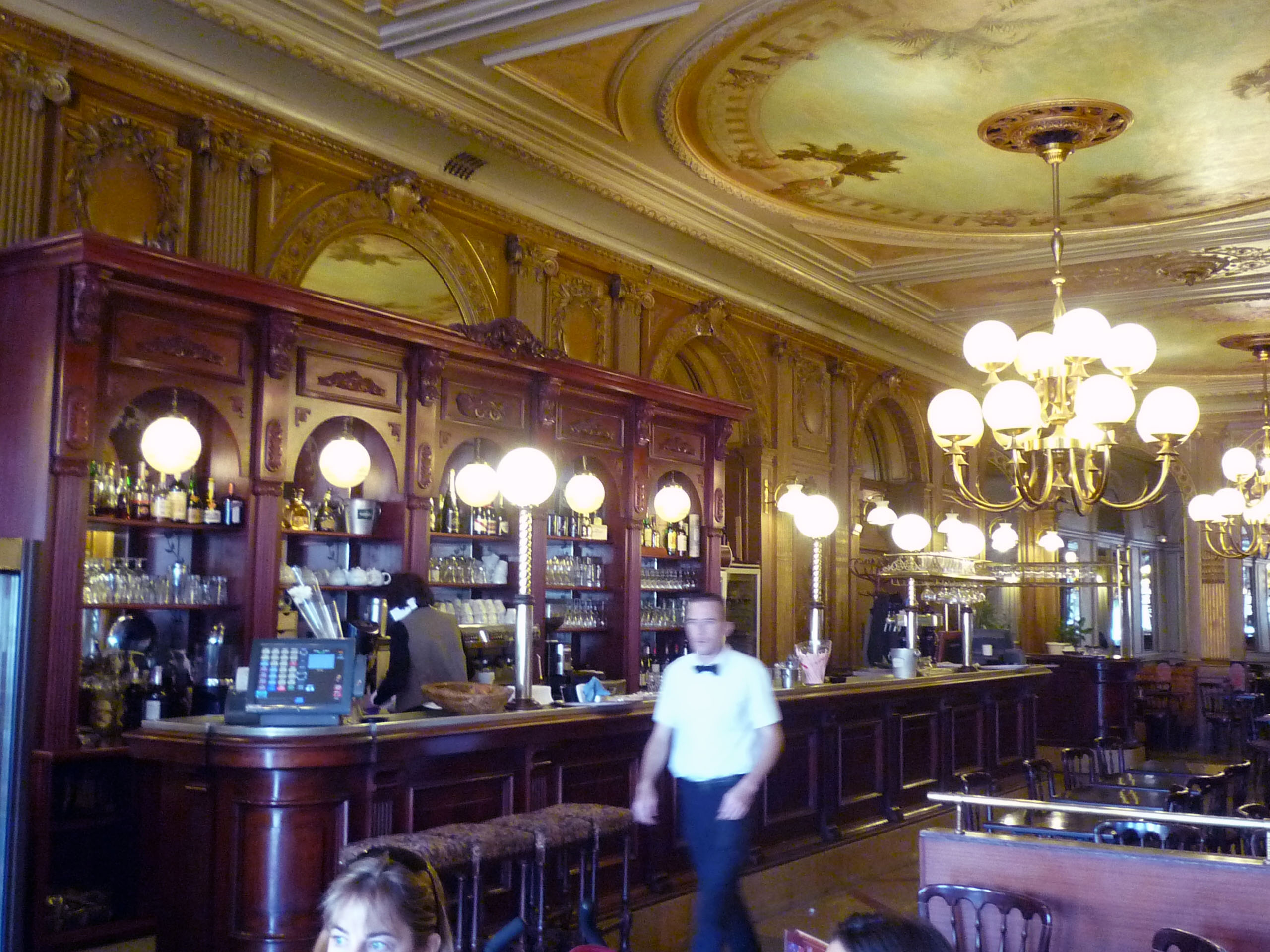
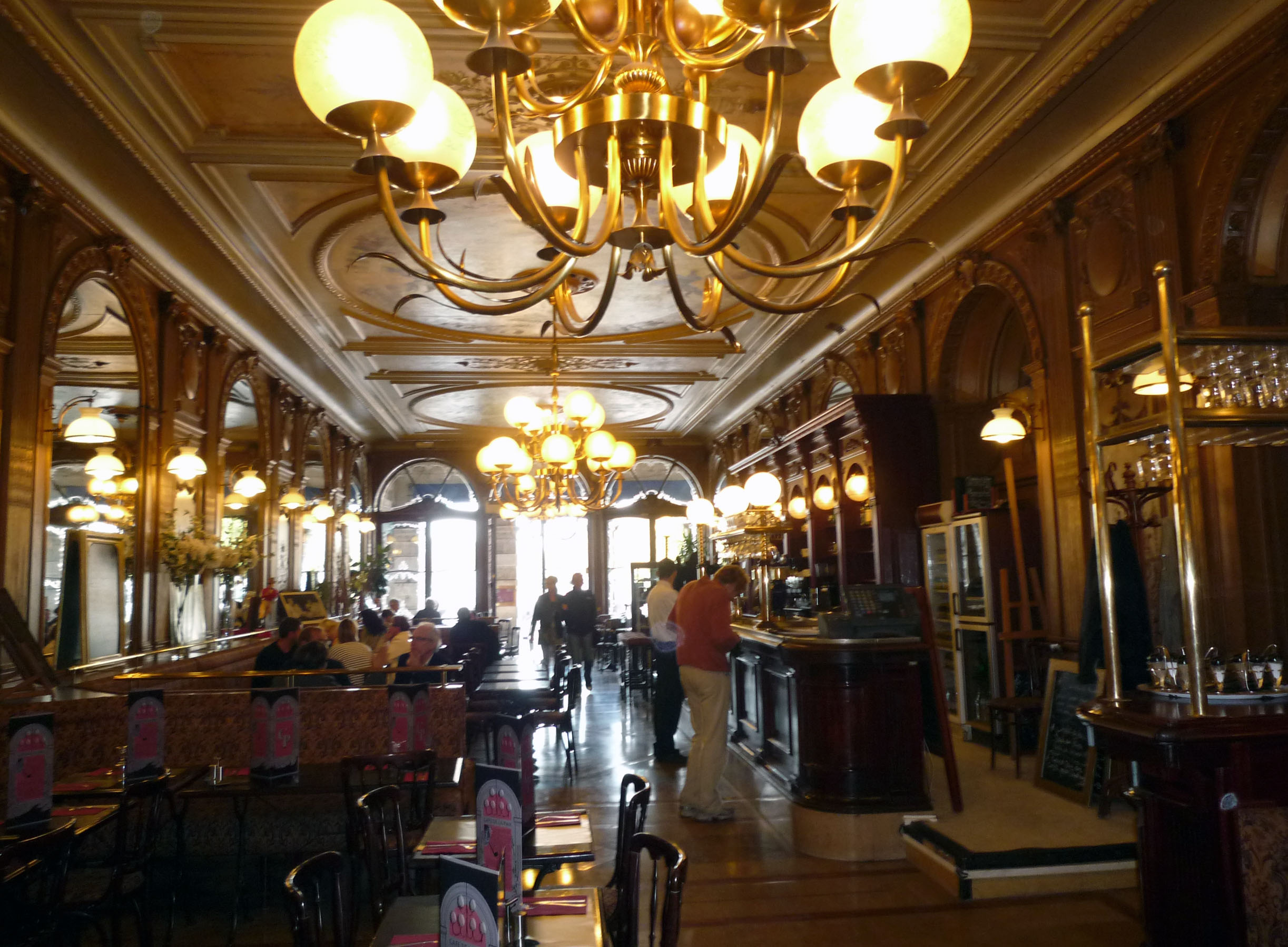

## Pour approfondir